# Rekareka
Rekareka, también llamado Tehuata, es un atolón de las Tuamotu, en la Polinesia Francesa, dependiente administrativamente de Amanu, comuna asociada a la comuna de Hao. Está situado a 720 km al este de Tahití.

## Geografía
Es un atolón pequeño, con una superficie total de 1,6 km², y una laguna cerrada sin ningún paso al océano. Está deshabitado, sin infraestructuras. Fue descubierto en 1606, por Pedro Fernández de Quirós que lo llamó Isla de la Sagitaria. Como está en un paralelo similar a Tahití, durante un tiempo se identificó esta isla con la Sagitaria de Quirós. También se ha conocido con el nombre de Bonne Esperance.